# Лијешањ
Лијешањ је насељено мјесто у општини Зворник, Република Српска, БиХ. Према попису становништва из 2013. у насељу је живјело 120 становника.

## Становништво
Према попису становништва из 1991. године, мјесто је имало 300 становника.
| Националност | 1991. |
| Срби         | 296   |
| остали       | 4     |
| Укупно       | 300   |

| Демографија | Демографија | Демографија |
| Година      | Становника  | Становника  |
| ----------- | ----------- | ----------- |
| 1948.       | 354         |             |
| 1953.       | 415         |             |
| 1961.       | 423         |             |
| 1971.       | 384         |             |
| 1981.       | 373         |             |
| 1991.       | 300         |             |
| 2013.       | 120         |             |